# Zeil (vloerbedekking)
Zeil is een benaming voor gladde vloerbedekkingen die opgerold kunnen worden, tot deze groep behoren kunststofbedekkingen zoals vinyl (pvc) en het hoofdzakelijk uit natuurlijke grondstoffen geproduceerde linoleum.
Zeil kan eenvoudig schoongemaakt worden. Het onderhoud bestaat uit regelmatig nat afnemen en, afhankelijk van de intensiteit van gebruik, maandelijks tot jaarlijks een keer boenen met een speciaal product.
De benaming komt van een zeildoek van een schip. Het was oorspronkelijk een zeildoek (canvas) dat op de vloer werd gelegd.
Zeil is opgebouwd uit meerdere lagen. De bovenste harde laag is meestal een slijtvaste en doorzichtige, glimmende of doffe laag. Daaronder bevinden zich zachtere lagen. De zachtere lagen maken dat het zeil wat zachter aanvoelt en vangen zeer kleine oneffenheden in de vloer op.
Het zeil kan bedrukt worden met een fantasieontwerp; soms wordt er een houtstructuur op gedrukt alsof het parket of een uit houten delen bestaande vloer zou zijn. Minder gebruikte motieven zijn ook marmer, stenen plavuizen, kurk en zelfs metalen traanplaat.
Linoleum ontleent zijn naam aan het hoofdbestanddeel lijnolie, linum-oleum (Latijn voor 'vlas' en 'olie'), dat met hars en houtmeel als vulmiddel op een rug van jute wordt geperst. Hierna moet de lijnolie geruime tijd uitharden. Linoleum heeft een karakteristieke geur als het nieuw is.

## Asbesthoudend zeil
Tot midden jaren 80 werd er vaak asbest aan het zeil toegevoegd. Dit is te herkennen aan een grijze, gele of groene kartonnen, vilt-achtige onderlaag. Een andere vorm zijn vinyltegels met een zwarte hechtlijm. Zolang het zeil niet bewerkt wordt is het niet schadelijk. Het wordt echter gezien als losgebonden asbest, wat makkelijk verstuift. Als asbesthoudend zeil zomaar wordt verwijderd, loopt men groot risico op besmetting. Het is verboden als particulier zelf asbestzeil te verwijderen en/of zomaar weg te gooien. Het is verstandig de gemeente of een gespecialiseerd asbestbedrijf te raadplegen.